# (38005) 1998 KM47
1998 KM47 (asteroide 38005) é um asteroide da cintura principal. Possui uma excentricidade de 0.07320520 e uma inclinação de 20.86647º.
Este asteroide foi descoberto no dia 22 de maio de 1998 por LINEAR em Socorro.